# Spechbach (Haut-Rhin)
Spechbach (elsässisch Spachbi) ist eine französische Gemeinde mit 1380 Einwohnern (Stand 1. Januar 2022) im Département Haut-Rhin in der Region Grand Est. Sie gehört zum Arrondissement Altkirch und ist Mitglied im Gemeindeverband Communauté de communes Sundgau.
Die Gemeinde entstand mit Wirkung vom 1. Januar 2016 als Commune nouvelle durch die Zusammenlegung der bisherigen Gemeinden Spechbach-le-Bas und Spechbach-le-Haut, die fortan den Status von Communes déléguées besitzen. Der Verwaltungssitz befindet sich in Spechbach-le-Haut.

## Gemeindegliederung
| Commune déléguée                    | Ehemaliger INSEE-Code | PLZ   | Fläche (km²) | Einwohnerzahl (2020) |
| ----------------------------------- | --------------------- | ----- | ------------ | -------------------- |
| Spechbach-le-Haut (Verwaltungssitz) | 68320                 | 68720 | 3,92         | 676                  |
| Spechbach-le-Bas                    | 68319                 | 68720 | 4,14         | 722                  |

## Geografie
Das Gemeindegebiet liegt im Sundgau im Oberelsass, etwa sieben Kilometer nordnordwestlich von Altkirch und 12 Kilometer südwestlich von Mülhausen. Die Gemarkung der Gemeinde wird vom Krebsbach durchflossen, in den der Spechbach mündet. Die Largue, ein Nebenfluss der Ill, streift das südliche Gemeindegebiet. Im äußersten Süden stößt das Gemeindegebiet auf einer Länge von wenigen Metern an den Rhein-Rhône-Kanal.
Umgeben wird Spechbach von den fünf Nachbargemeinden:
|               | Galfingue                                   |          |
| Bernwiller    | Kompassrose, die auf Nachbargemeinden zeigt | Illfurth |
| Saint-Bernard | Heidwiller                                  |          |

## Wappen
Das Wappen der Gemeinde ist eine Kombination der Wappen der beiden ehemaligen Gemeinden. Auf goldenem Grund steht der blau-rote Hammer links oben für Spechbach-le-Haut, der Dreipass von goldenen Schildlein auf blauem Grund und goldenem Rahmen rechts unten für Spechbach-le-Bas. Zwischen den beiden Symbolen der ehemaligen Gemeinden verläuft von rechts oben nach links unten ein schwarz eingefasstes geschlängeltes silbernes Band, das auf das Fließgewässer „bach“ im Ortsnamen verweist.

## Bevölkerungsverteilung und -entwicklung
| Ortsteil             | ehemaliger INSEE-Code | Fläche (km²) | Höhenlage (m) | Einwohnerzahlen (Census) | Einwohnerzahlen (Census) | Einwohnerzahlen (Census) | Einwohnerzahlen (Census) | Einwohnerzahlen (Census) | Einwohnerzahlen (Census) | Einwohnerzahlen (Census) | Einwohnerzahlen (Census) | Einwohnerzahlen (Census) | Einwohnerzahlen (Census) | Einwohnerzahlen (Census) |
| Ortsteil             | ehemaliger INSEE-Code | Fläche (km²) | Höhenlage (m) | 1962                     | 1968                     | 1975                     | 1982                     | 1990                     | 1999                     | 2006 1                   | 2008 2                   | 2011 1                   | 2013 2                   | 2016 3                   |
| -------------------- | --------------------- | ------------ | ------------- | ------------------------ | ------------------------ | ------------------------ | ------------------------ | ------------------------ | ------------------------ | ------------------------ | ------------------------ | ------------------------ | ------------------------ | ------------------------ |
| Spechbach-le-Bas     | 68319                 | 4,14         | 260–295       | 385                      | 393                      | 404                      | 475                      | 591                      | 625                      | 779                      | 748                      | 721                      | 690                      | 681                      |
| Spechbach-le-Haut000 | 68320                 | 3,92         | 267–297       | 291                      | 302                      | 327                      | 421                      | 512                      | 618                      | 622                      | 636                      | 658                      | 642                      | 636                      |
| Spechbach            | 68320                 | 8,06         |               | .0676                    | .0695                    | .0731                    | .0896                    | 1103                     | 1243                     | 1401                     | 1384                     | 1379                     | 1332                     | 1317                     |

RP: Recensement de la population (Volkszählung, Census)

Die (Gesamt-)Einwohnerzahlen der Gemeinde Spechbach wurden durch Addition der einzelnen Ortsteile, d. h. der ehemaligen selbständigen Gemeinden ermittelt.

## Sehenswürdigkeiten
| Name                       | Ort               | Bemerkungen | Bild |
| -------------------------- | ----------------- | ----------- | ---- |
| Pfarrkirche Saint-Martin   | Spechbach-le-Haut | Erbaut 1860 |      |
| Pfarrkirche Saint-Augustin | Spechbach-le-Bas  | Erbaut 1840 |      |

## Bildung
Die Gemeinde verfügt über eine öffentliche interkommunale Schule „Saint-Bernard“.

## Sport und Freizeit
- Der GR 531 „Vogesendurchquerung“, ein Fernwanderweg von Soultz-sous-Forêts nach Leymen durchquert das Gemeindegebiet. Er ist eine Variante des GR 5 und quert die Vogesen von Nord nach Süd.[7]

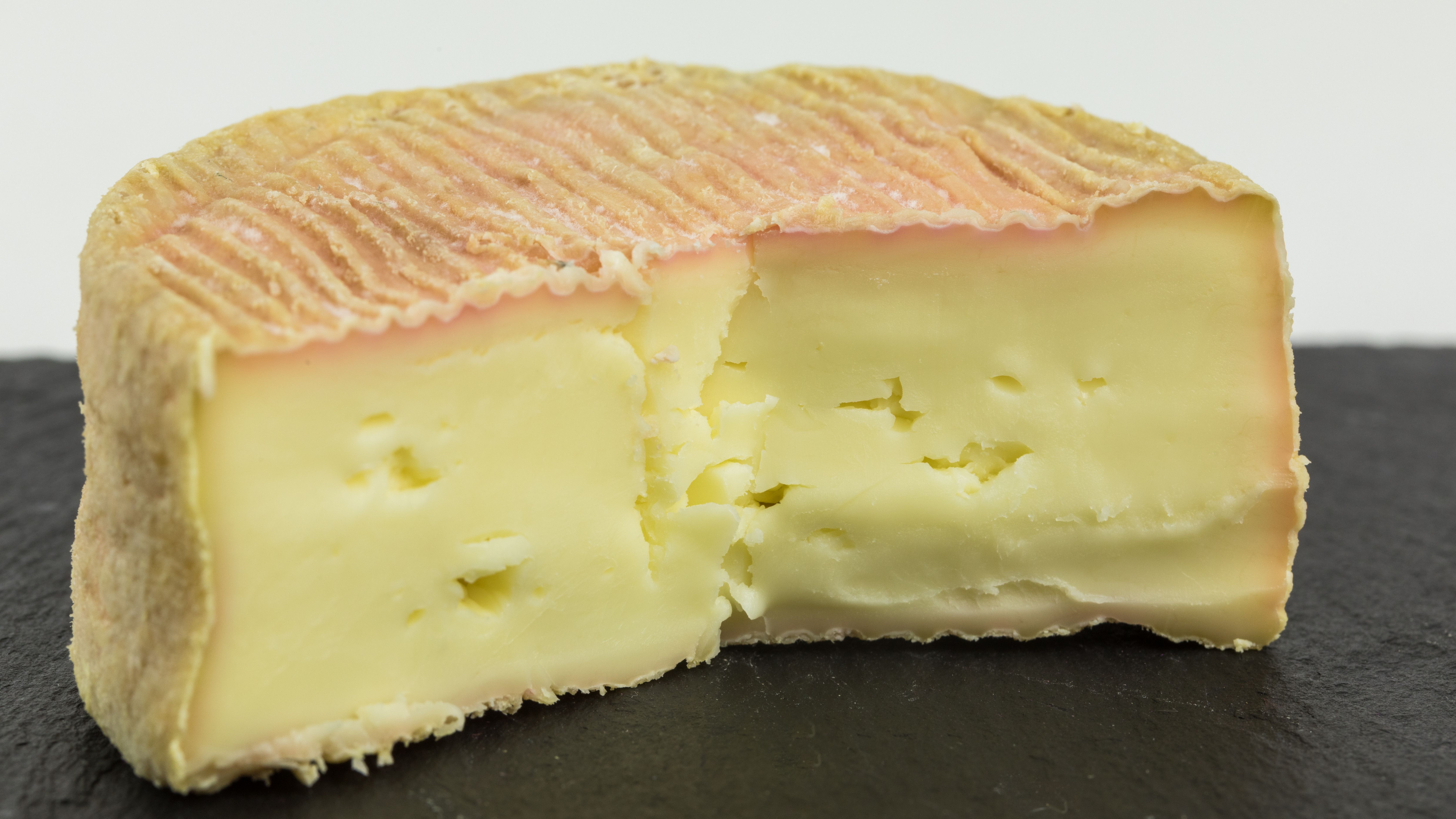
Petit Munster

## Wirtschaft
Spechbach liegt in der Zone AOC des Munster, eines Weichkäsees.

## Verkehr
Die Departementsstraße 466, die ehemalige Route nationale 466, durchquert die Gemeinde in Nordsüdrichtung und verbindet sie mit Burnhaupt-le-Bas über Bernwiller im Norden und Altkirch im Süden. Lokale Land- und Departementsstraßen führen zu den anderen Nachbargemeinden.